# Конфликт интересов
Конфли́кт интере́сов — ситуация, при которой личная заинтересованность человека может повлиять на процесс принятия решения и, таким образом, принести ущерб интересам общества либо компании, являющейся работодателем сотрудника.
Проблема конфликта интересов актуальна как для частного бизнеса, так и для государственных служащих. Национальное законодательство и нормативные документы корпораций требуют урегулировать конфликт интересов. Наибольшее значение для общества имеет проблема возникновения конфликта интересов у чиновников, государственных и муниципальных служащих и иных лиц. Федеральный закон Российской Федерации — России № 273 «О противодействии коррупции», от 25 декабря 2008 года определяет конфликт интересов как ситуацию, при которой личная заинтересованность (прямая или косвенная) государственного или муниципального служащего влияет или может повлиять на надлежащее исполнение им должностных (служебных) обязанностей и при которой возникает или может возникнуть противоречие между личной заинтересованностью государственного или муниципального служащего и правами и законными интересами граждан, организаций, общества или государства, способное привести к причинению вреда правам и законным интересам граждан, организаций, общества или государства.
Под личной заинтересованностью понимается возможность получения государственным гражданским служащим при исполнении должностных обязанностей доходов в денежной либо натуральной форме, доходов в виде материальной выгоды непосредственно для себя или лиц близкого родства или свойства, а также для граждан или организаций, с которыми государственный гражданский служащий связан финансовыми или иными обязательствами.

## Виды конфликтов интересов

### Организационный
Организационный конфликт интересов возникает в случае, когда организация предоставляет услуги Заказчику и в силу иных видов деятельности или взаимоотношений эта организация не в состоянии оказывать услуги беспристрастно, её объективность при выполнении возложенных на неё функций нарушается или может быть нарушена либо у этой организации появляются слишком большие конкурентные преимущества.

### Личный
Личный конфликт интересов — это ситуация, когда частные интересы человека — такие как профессиональные связи вне организации или личные финансовые активы — вступают в реальное или мнимое противоречие с выполнением имеющихся служебных обязанностей.

## Способы борьбы с конфликтом интересов

### Превентивный метод
Предотвращение возникновения конфликта интересов — самый эффективный способ борьбы с данным проявлением коррупции. Примером такого метода является отказ государственного служащего, получившего назначение, от доли в капитале компании.

### Раскрытие информации
Государственные служащие обязаны регулярно декларировать своё имущество и доходы. Это позволяет выявить и предотвратить возникновение конфликта интересов. Во многих странах врачи, работающие в государственном здравоохранении, должны раскрывать информацию о средствах, полученных от фармацевтических компаний. Во Франции подлежит раскрытию информация о финансировании медицинской индустрией пациентских организаций. Введение подобной меры сейчас обсуждается в США.

### Добровольный отказ от участия
Добровольный отказ от участия в процессе принятия решения, связанного с возникновением конфликтов интересов. К такому действию могут побудить общеэтические соображения, профессиональная этика, прописанный законодательный акт (устав).

### Мониторинг со стороны антикоррупционных организаций и коллегиальных органов
В системе государственной службы существует Комиссия по соблюдению требований к служебному поведению государственных гражданских служащих и урегулированию конфликта интересов. Параллельно существуют независимые антикоррупционные организации, представляющие интересы общества и отслеживающие возникновение конфликта интересов.

## Примеры
Чаще всего конфликт интересов возникает, когда человек, принимающий решение об использовании государственных средств в виде дотаций, государственных контрактов и грантов и т. д. имеет какие-либо отношения с компанией или организацией, которая является одним из претендентов на получение этих средств в случаях распределения государственных средств на конкурсной основе. Особенно высока вероятность возникновения конфликта интересов, если члены или руководители конкурсной комиссии, принимающей решение о распределении средств, одновременно являются руководителями компаний или общественных организаций, претендующих на финансирование. В российской практике, чаще всего, конфликт интересов не декларируется и не регулируется должным образом.
Весной 2012 года Прокуратура Новгородской области выявила нарушение законодательства председателем конкурсной комиссии по рассмотрению заявок социально ориентированных некоммерческих организаций Неофитовым И. М., который одновременно входит в Совет директоров общественной организации "Поисковая экспедиция «Долина», ставшей победителем данного конкурса. Неофитов И. М. не проинформировал об этом представителя нанимателя в письменной форме и иных мер к урегулированию конфликта интересов не предпринял.
В конце февраля был освобожден от должности вице-премьер Калининградской области Евгений Морозов. До этого он занимал должность министра строительства и ЖКХ и являлся одновременно учредителем и собственником 100 % долей ряда предприятий, осуществляющих строительную деятельность. Впоследствии принадлежавшие ему доли уставного капитала Морозов передал своим родственникам, но принимал решения в пользу учрежденных им компаний, в том числе о заключении государственных контрактов.
Наказания за незадекларированный конфликт интересов в России крайне немногочисленны. Первый случай произошёл в конце 2012 года, когда мировой судья судебного участка № 88 Самарской области признал виновным в совершении административного правонарушения, предусмотренного ст. 19.29 КоАП РФ (незаконное привлечение к трудовой деятельности либо к выполнению работ или оказанию услуг государственного или муниципального служащего либо бывшего государственного или муниципального служащего) управление полиции г. Тольятти, наложив на него штраф в размере 100 тыс. руб. Конфликт интересов возник из-за того, что управление полиции заключило трудовой договор с бывшей сотрудницей Межрайонной ИФНС России № 2 по Самарской области и в нарушение требований федерального законодательства в установленный 10-дневный срок не уведомило бывшего работодателя новой сотрудницы о заключении трудового договора.